# 彼得·希瑟
彼得·J·希瑟（英語：Peter John Heather，1960年6月8日—）是一位英国历史学家，主攻古典时代晚期和中世纪前期的历史，现为伦敦国王学院中世纪历史教授，主要作品有《罗马帝国的陨落：一部新的历史》（The Fall of the Roman Empire: a New History of Rome and the Barbarians）、《罗马的复辟：帝国陨落之后的欧洲》（The Restoration of Rome：Barbarian Popes and Imperial Pretenders）、《帝国与蛮族：从罗马到欧洲的千年史》（Empires and Barbarians: Migration, Development and the Birth of Europe）等。